# Certeju de Jos
Certeju de Jos – wieś w Rumunii, w okręgu Hunedoara, w gminie Vorța. W 2011 roku liczyła 58 mieszkańców.